# Разъезд 201-й км
Разъе́зд 201-й км — посёлок в Каменском районе Ростовской области.
Входит в состав Волченского сельского поселения. 

## Население
| 2010 |
| ---- |
| 0    |

## Улицы
В посёлке имеется одна улица: Степная.